# Coltricia montagnei
Coltricia montagnei är en svampart som först beskrevs av Elias Fries, och fick sitt nu gällande namn av William Alphonso Murrill 1920. Coltricia montagnei ingår i släktet Coltricia och familjen Hymenochaetaceae.   Inga underarter finns listade i Catalogue of Life.